# Gerard Bordas
Gerard Bordas Bahamontes, más conocido como Gerard Bordas (nacido el 11 de septiembre de 1981) es un futbolista español. Actualmente juega en el equipo con el que debutó, el CE Manresa.

## Trayectoria
Veloz extremo izquierdo que es muy peligroso en el uno contra uno debido a su habilidad en el regate. Su polivalencia provoca que pueda jugar en ambas bandas y además, si el equipo lo necesita, como segunda punta en el ataque.

## Clubes
| Club                   | País   | Año              |
| ---------------------- | ------ | ---------------- |
| CE Manresa             | España | 1999-2001        |
| Terrassa FC            | España | 2001-2002        |
| CF Gavà                | España | 2002-2003        |
| Gimnàstic de Tarragona | España | 2003-2004        |
| Lorca Deportiva CF     | España | 2004-2005        |
| Terrassa FC            | España | 2005-2006        |
| CF Gavà                | España | 2006-2008        |
| Villarreal B           | España | 2008-2012        |
| Villarreal             | España | 2011-2013        |
| Girona FC              | España | 2013-2015        |
| CE Manresa             | España | 2015-Actualmente |